# Addy Ventura
Addy Ventura es una vedette de revista española, creadora de muchos éxitos musicales y amiga de llevar siempre en su compañía los mismos profesionales de siempre. En sus últimos años se rodeó de un gran artista y gran transformista, Lita Alba, con el cual compartía escenario junto a su ballet y que actualmente es el amigo más personal de la artista juntos recorrieron muchos escenarios de España y con gran éxito. Lo último que sabemos de Addy Ventura y Lita Alba es que Lita Alba continúa en activo, y que Addy Ventura está gloriosamente retirada de los escenarios

## Biografía
Una de las -en su tiempo- más populares representantes de un género, el de la Revista Musical, que contó de gran predicamento en la España de los años 50, 60 y 70 del siglo XX.
Addy Ventura desarrolló casi toda su carrera sobre los escenarios madrileños y tuvo su época de esplendor en los años sesenta y setenta, coincidiendo con la última etapa de auge de la Revista.
Formó pareja artística con algunos de los más conocidos actores cómicos del panorama teatral español como Juanito Navarro con el que representa Todos contra todos (1962, también con Antonio Casal y Tony Leblanc), Doña Mariquita de mi corazón, ¡Ya tengo papá y mamá!,  La heroína de Alpedrete, Un hombre tranquilo, Don Manuel y la extraña reliquia Las novias de Juan García y Doña Inés del alma mía; Las fascinadoras (1965)  y Y de la nena... ¿Qué? (1966-1967), ambas en el Teatro La Latina las interpretó con Adrián Ortega y Tres mujeres para mí (1968), en el Teatro Martín con Ángel de Andrés. 
Con la Compañía de Matías Colsada, interpreta los siguientes espectáculos:
- Bienvenida Miss Katy con Paquito de Osca. 1965
- Las intocables con Adrián Ortega. 1966
- Mis atrevidas mujeres con Adrián Ortega. 1966
- Venga maridos a mí con Adrián Ortega y Mary Francis. 1967.
- ¡Quiero ser mamá! con Adrián Ortega, Mary Francis y Rubens García. 1967
- Las Atrevidas con Adrián Ortega, Rubens García y Eugenia Roca.  1968
- Pili se va a la mili con Ángel de Andrés en el Teatro Apolo. 1970.
- No despiertes a la mujer de tu prójimo con Rubens García en el Teatro Español. 1970.

Otros montajes posteriores incluyen Lo tengo rubio (1976) (en referencia al tabaco que vendía), en el Teatro Calderón o Las de Villadiego (1981).
En 2009, anunció la publicación de sus memorias bajo el título de Pasando revista.
- Datos: Q5657441